# Marion Delorme (Ponchielli)
Marion Delorme è l'ultima opera di Amilcare Ponchielli.
Il libretto di Enrico Golisciani fu tratto dal dramma omonimo di Victor Hugo.

## Versioni
La prima assoluta ebbe luogo al Teatro alla Scala di Milano il 17 marzo 1885 con un cast d'eccezione: Romilda Pantaleoni nel ruolo di Marion Delorme, Francesco Tamagno in quello di Didier e la direzione d'orchestra di Franco Faccio. L'opera raccolse un buon successo di pubblico ma ricevette critiche prevalentemente negative. Ponchielli di conseguenza decise di tagliare alcuni episodi e riscriverne altri, modificando in qualche punto anche la drammaturgia.
I versi dei pezzi aggiunti furono scritti da Antonio Ghislanzoni e la nuova versione andò in scena con pieno successo al Teatro Grande di Brescia, il 9 agosto 1885. In questa veste l'opera fu pubblicata da Ricordi in riduzione per canto e pianoforte.
In seguito Ponchielli apportò qualche altra minore modifica alla partitura, che fu di nuovo rappresentata, poco dopo la sua morte, a Venezia, Parma, Roma, São Paulo e Rio de Janeiro.

In seguito scomparve quasi del tutto dai cartelloni dei teatri lirici, per essere finalmente eseguita e incisa a Montpellier, il 7 dicembre 2001, diretta da Friedemann Layer e con Denia Mazzola nella parte della protagonista.
La partitura autografa della versione bresciana (con i successivi accorciamenti indicati mediante croci che consentono la lettura del testo musicale) è conservata presso l'Archivio Musicale Ricordi. Della versione originale non resta che il libretto a stampa.

## Trama
La vicenda si svolge a Blois, nel 1638.

### Atto I
Camera di Marion Delorme a Blois.
Marion Delorme, una celebre cortigiana parigina, si è allontanata dalla capitale per vivere una storia d'amore con Didier, a cui non ha rivelato la sua vera identità, facendosi chiamare Maria.
Il marchese di Saverny è riuscito a rintracciare la vecchia amante e tenta invano di capire le ragioni della sua fuga in provincia e di riportarla nel bel mondo parigino. Conoscendo il suo passato, non può credere che Marion sia davvero fuggita per amore.
Saverny parte poco prima del ritorno dell'innamorato. È aggredito da un gruppo di banditi e le sue grida richiamano Didier, che li mette in fuga.
I due uomini si presentano, in presenza di Marion, ma Didier si avvede del rapporto stranamente amichevole tra la sua Maria e il forestiero.

### Atto II
Piazza a Blois
In piazza si chiacchiera del nuovo editto con cui il cardinale Richelieu ha ordinato la condanna a morte di chiunque prenda parte a un duello e di come a Parigi nessuno lo rispetti.
Giunge Saverny e racconta, tra l'ilarità generale, l'ultima nuova dell'idillio di Marion con un giovane borghese.
Nel frattempo Didier, sempre più convinto che Saverny sia un rivale, lo va cercando per il paese e non appena lo trova, fa in modo di insultarlo fino a provocare un duello.
In quel momento giungono le guardie, pronte ad arrestare i due contendenti, sennonché Saverny riesce a farla franca fingendosi morto.
Laffemas, il luogotenente di Richelieu, offre a Marion di salvare Didier in cambio del suo amore, ma la donna lo scaccia furibonda.

### Atto III
Un parco presso il castello di Nangis.
Didier è riuscito a fuggire di prigione e con Marion si è unito alla compagnia itinerante del capocomico Lelio.
Il marchese di Saverny, mimetizzato grazie ad una barba finta e ad un abito da ufficiale, si aggira a sua volta nei pressi del castello, dove vive un suo potente zio.
Laffemas, frattanto, ha identificato la cortigiana e fatto circondare il castello, certo di catturare il fuggiasco. Ordina quindi ai comici di esibirsi davanti a lui, con l'idea di smascherare pubblicamente la coppia.
Saverny, al corrente della trappola, tenta di salvare i due giovani. Quando s'imbatte in Didier, si fa riconoscere e gli confida che Marion Delorme è stata riconosciuta. Ma Didier ancora non conosce la vera identità della donna amata e tocca al marchese il compito di rivelargliela.
Furioso e disperato, Didier si smaschera davanti a Laffemas, insulta il luogotenente, scaccia Marion e viene infine arrestato assieme a Saverny, diventato suo fraterno amico.

### Atto IV
Vecchio cortile nell'interno della fortezza di Beaugency.
Didier e Saverny attendono l'ora dell'esecuzione. Il marchese di Nangy, zio di Saverny, ha ottenuto la grazia per il nipote, che generosamente chiede alla guardia incaricata di metterlo in libertà che sia risparmiata la vita dell'amico invece della sua. Poiché non è possibile, si prepara a morire con Didier.
Marion tenta l'ultima carta e accetta l'offerta di Laffemas. Quindi si reca nel carcere per portar via Didier, che per tutta risposta la insulta, mostrando di aver intuito il modo in cui la donna è riuscita a ottenere la sua libertà.
Solo quando sta per essere portato davanti al plotone, cede alle preghiere di Marion e la perdona prima di morire. Quindi esce con Saverny.
Passa un'enorme lettiga rossa, chiusa da cortine, sorretta da venti guardie: è Richelieu. Marion gioca l'ultima carta: si getta ai piedi del cardinale implorando la grazia. La voce di Richelieu pronuncia un secco "No".
La lettiga è lontana. Marion, sola, ode il rullo dei tamburi e gli spari. Non le resta che invocare "Infamia eterna al Cardinale, al re!"

## Edizioni in CD
- Friedemann Layer (direttore); coro e orchestra dell'Opéra de Montpellier; Denia Mazzola (Marion Delorme); Francisco Casanova (Didier); Dalibor Jenis (Saverny); Carlo Cigni (Laffemas); Francesca Provvisionato (Lelio); Franck Bard (Brichanteau); Hervé Martin (un capitano, un carceriere) - Accord 2002.